# Петар Пашић
Петар Пашић (Београд, 16. фебруар 1973) српски је режисер, сценариста и продуцент.

## Филмографија
- Солитер (2000)
- Задња жеља (2003)
- Венчање (2005)
- Свадба (2005) (кратки филм)
- Не скрећи са стазе (2006) (ТВ)
- Ми нисмо анђели 3: Рокенрол узвраћа ударац (2006)
- О бубицама и херојима (2018)
- Рибњак (2021)
- Сахрана, бижутерија и по који капут (2023)
- Tроје (филм) (2023)
- Иза камере (2023)
- Ти си принцеза (2025)